# Bohdan Błyzniuk
Bohdan Ołehowycz Błyzniuk (ukr. Богдан Олегович Близнюк; ur. 31 marca 1995 w Łucku) – ukraiński koszykarz, reprezentant kraju, występujący na pozycjach rzucającego obrońcy, niskiego lub silnego skrzydłowego.
16 stycznia 2016 zanotował pierwsze w historii drużyny uczelnianej Washington Eagles triple-double (11 punktów, 14 zbiórek, 10 asyst) w spotkaniu przeciwko Northern Arizona.
W 2018 reprezentował Los Angeles Clippers podczas rozgrywek letniej ligi NBA.

## Osiągnięcia
Stan na 14 kwietnia 2022, na podstawie, o ile nie zaznaczono inaczej.

### NCAA
- Uczestnik:
  - meczu gwiazd NCAA – Reese’s College All-Star Game (2018)
  - turnieju:
    - Portsmouth Invitational Tournament (2018)
    - NCAA (2015)
- Mistrz:
  - turnieju konferencji Big Sky (2015)
  - sezonu zasadniczego Big Sky (2015)
- Koszykarz roku konferencji Big Sky (2018)[4]
- Najlepszy pierwszoroczny koszykarz konferencji Big Sky (2015)
- Zaliczony do:
  - I składu:
    - Big Sky (2018)
    - turnieju Big Sky (2018)

  - II składu Big Sky (2016, 2017)
  - składu honorable mention  All-American (2018 przez Associated Press)
- Zawodnik kolejki Big Sky (29.11.2016, 6.12.2016, 19.12.2017, 29.01.2018, 19.02.2018, 26.02.2018, 5.03.2018)
- Lider Big Sky:
  - wszech czasów z liczbie zdobytych punktów (2169)
  - w liczbie:
    - celnych rzutów:
      - za 2 punkty (2018 – 220)
      - wolnych (2018 – 166)

    - rozegranych minut (2017 – 1251)
    - strat (2018 – 119)

  - średniej rozegranych minut na mecz (2017 – 36,8)

### Drużynowe
- Wicemistrz Ukrainy (2020)
- Brązowy medalista mistrzostw Ukrainy (2021)

### Indywidualne
- Najlepszy silny skrzydłowy ligi ukraińskiej (2021)
- Zaliczony do I składu ligi ukraińskiej (2021)

### Reprezentacja
- Uczestnik kwalifikacji:
  - europejskich do mistrzostw świata (2016/2017 – 16. miejsce, 2020/2021)
  - do Eurobasketu (2020)